# Lagorchestes conspicillatus
Lagorchestes conspicillatus é uma espécie de marsupial da família Macropodidae.
É endêmica da Austrália.